# NGC 7483
NGC 7483 (również PGC 70455 lub UGC 12353) – galaktyka spiralna z poprzeczką (SBa), znajdująca się w gwiazdozbiorze Ryb. Odkrył ją John Herschel 18 września 1830 roku.
W galaktyce tej zaobserwowano supernową SN 2010id.